# El Diario Vasco
 (février 2024).
Si vous disposez d'ouvrages ou d'articles de référence ou si vous connaissez des sites web de qualité traitant du thème abordé ici, merci de compléter l'article en donnant les références utiles à sa vérifiabilité et en les liant à la section « Notes et références ».
El Diario Vasco (DV) est un quotidien basque espagnol principalement diffusé dans la communauté autonome basque dans la province du Guipuscoa.

## Présentation
Ce quotidien est fondé le 27 novembre 1934 par la Société Basque de Publications, avec comme premier directeur Pedro Pujol. Parmi les fondateurs sont présents des hommes politiques plutôt conservateurs comme Ramiro de Maeztu ou Juan Ignacio Luca de Tena. Bien que bilingue (castillan et basque), 90 % de la publication est en castillan.
Avec le coup d'État à l'origine de la Guerre Civile, El Diario Vasco se positionne en faveur des insurgés et il est donc fermé par le gouvernement de gauche. ses imprimeries sont utilisées pour une publication de guerre appelée Frente Popular.
Avec la prise de Saint-Sébastien par les troupes franquistes, El Diario Vasco reparaît. Par la suite, le Grupo Correo et, en 1949, Bilbao Editorial, l'achètent et le gèrent avec le quotidien El Correo Español, diffusé à Bilbao.
En 2001, le directeur financier du journal, Santiago Oleaga Elejabarrieta est assassiné à Saint-Sébastien par deux membres de l'ETA.
Aujourd'hui il appartient au Grupo Vocento et il compte dix éditions, à travers toute la province du Guipuscoa, et une à l'extérieur.

### Sources
- (es) Cet article est partiellement ou en totalité issu de l’article de Wikipédia en espagnol intitulé « El Diario Vasco » (voir la liste des auteurs).